# (36909) 2000 SK185
2000 SK185 (asteroide 36909) é um asteroide da cintura principal. Possui uma excentricidade de 0.16078690 e uma inclinação de 1.92516º.
Este asteroide foi descoberto no dia 21 de setembro de 2000 por Spacewatch em Kitt Peak.